# Lac Gentau
Le lac Gentau est un lac glaciaire des Pyrénées françaises, situé dans le département des Pyrénées-Atlantiques de la région Nouvelle-Aquitaine. Il occupe un ombilic glaciaire.

## Géographie
Le lac Gentau fait partie des lacs d'Ayous, un ensemble de trois lacs avec le lac Roumassot et le lac du Miey, qui occupe la haute vallée d'Ossau plus précisément le dessus de la vallée du gave de Bious. Le lac se situe à 1 947 m d'altitude et sa profondeur maximale est de 20 m.
D'accès facile, il offre un magnifique point de vue sur le Pic du Midi d'Ossau.

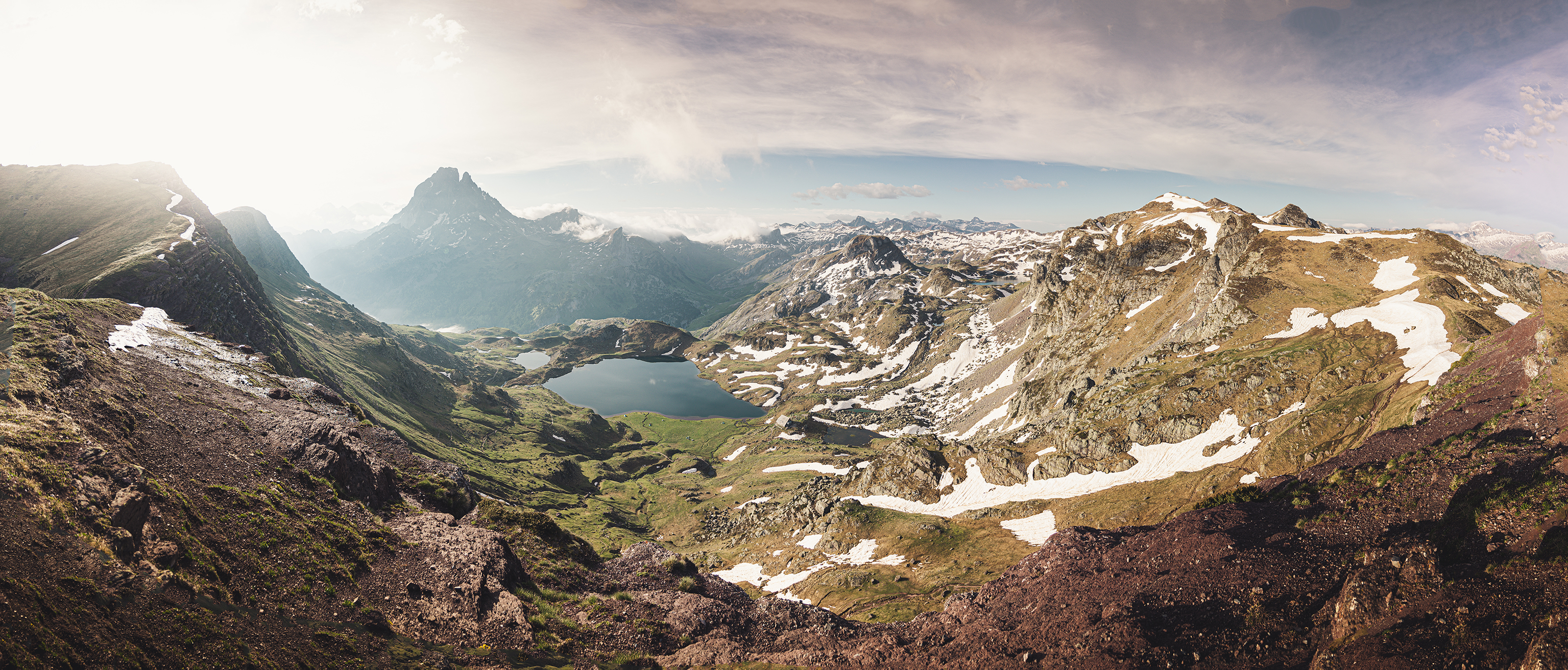
Lacs d'Ayous depuis le Col d'Ayous

## Faune et flore
Il est peuplé de truites fario.
Le pourtour du lac constitue un pâturage d'été (estive) pour les bovins et les chevaux.

## Randonnées
Accessible depuis le lac de Bious-Artigues via le GR10.
À proximité se trouve le refuge d'Ayous.